# Azeglio Vicini
Azeglio Vicini (Cesena, 1933. március 20. – 2018. január 30.) olasz labdarúgó, fedezet, edző.

## Pályafutása

### Játékosként
1953 és 1956 között a Vicenza, 1956 és 1963 között a Sampdoria, 1963 és 1966 között a Brescia labdarúgója volt. A Vicenzával és a Bresciával egy-egy bajnoki címet nyert a másodosztályban.

### Edzőként
1967–68-ban utolsó csapatánál a Bresciánál lett vezetőedző. 1976 és 1991 között az olasz válogatottnál dolgozott. 1975–76-ban az U23-as, 1977 és 1986 között az U21-es válogatott szakmai munkáját irányította. Az 1986-os U21-es Európa-bajnokságon ezüstérmet szerzett a csapattal. Ezt követően lett az olasz válogatott szövetségi kapitánya. Az 1988-as NSZK-beli Európa-bajnokságon elődöntős, az 1990-es hazai rendezésű világbajnokságon bronzérmes lett a csapattal. Az 1992-es Európa-bajnokság selejtezőin nem sikerült kiharcolnia a csapatnak a részvételt és emiatt távozni kényszerült. Utódja Arrigo Sacchi lett. 1992–93-ban a Cesena, 1993–94-ben az Udinese vezetőedzője volt.

## Sikerei, díjai

### Játékosként
Vicenza
- Olasz bajnokság – másodosztály (Serie B)
  - bajnok: 1954–55

 Brescia
- Olasz bajnokság – másodosztály (Serie B)
  - bajnok: 1964–65

### Edzőként
Olaszország U21
- U21-es Európa-bajnokság
  - ezüstérmes: 1986

 Olaszország
- Európa-bajnokság
  - bronzérmes: 1988, NSZK
- Világbajnokság
  - bronzérmes: 1990, Olaszország